# Niesiłowo
Niesiłowo – osada leśna w Polsce położona w województwie pomorskim, w powiecie człuchowskim, w gminie Koczała.
Miejscowość położona jest nad jeziorem Głębokim, wchodzi w skład sołectwa Trzyniec.
W latach 1975–1998 miejscowość administracyjnie należała do województwa słupskiego.
W 1905 roku miejscowość zamieszkiwało 48 osób. Obecnie zamieszkuje ją zaledwie 25 osób.